# ورزشگاه المپیک پیونگ‌چانگ
ورزشگاه المپیک پیونگ‌چانگ (انگلیسی: Pyeongchang Olympic Stadium) یک ورزشگاه در شهر داگوالیئونگ-میئون، کره جنوبی است.
این ورزشگاه که در سال ۲۰۱۷ تأسیس شده ۳۵٬۰۰۰ نفر ظرفیت دارد و میزبان بازی‌های المپیک زمستانی ۲۰۱۸ است.